# توني مارتن (مغني)
توني مارتن (بالإنجليزية: Tony Martin)‏ هو مغني بريطاني، ولد في 19 أبريل 1957 في برمنغهام في المملكة المتحدة.

## وصلات خارجية
- توني مارتن على موقع IMDb (الإنجليزية)
- توني مارتن على موقع ميوزك برينز (الإنجليزية)
- توني مارتن على موقع أول ميوزيك (الإنجليزية)
- توني مارتن على موقع ديسكوغز (الإنجليزية)